# Red Rooms – Zeugin des Bösen
Red Rooms – Zeugin des Bösen (Originaltitel Les chambres rouges, internationaler englischsprachiger Titel Red Rooms) ist ein Mystery-Thriller von Pascal Plante. Der Film erzählt von einer jungen Frau, die einen Prozess gegen einen Mädchenmörder verfolgt und von dem Mann fasziniert jede einzelne Gerichtsverhandlung besucht. Die Premiere von Les chambres rouges erfolgte Anfang Juli 2023 beim Internationalen Filmfestival Karlovy Vary. Der Kinostart in Deutschland erfolgte im November 2024.

## Handlung

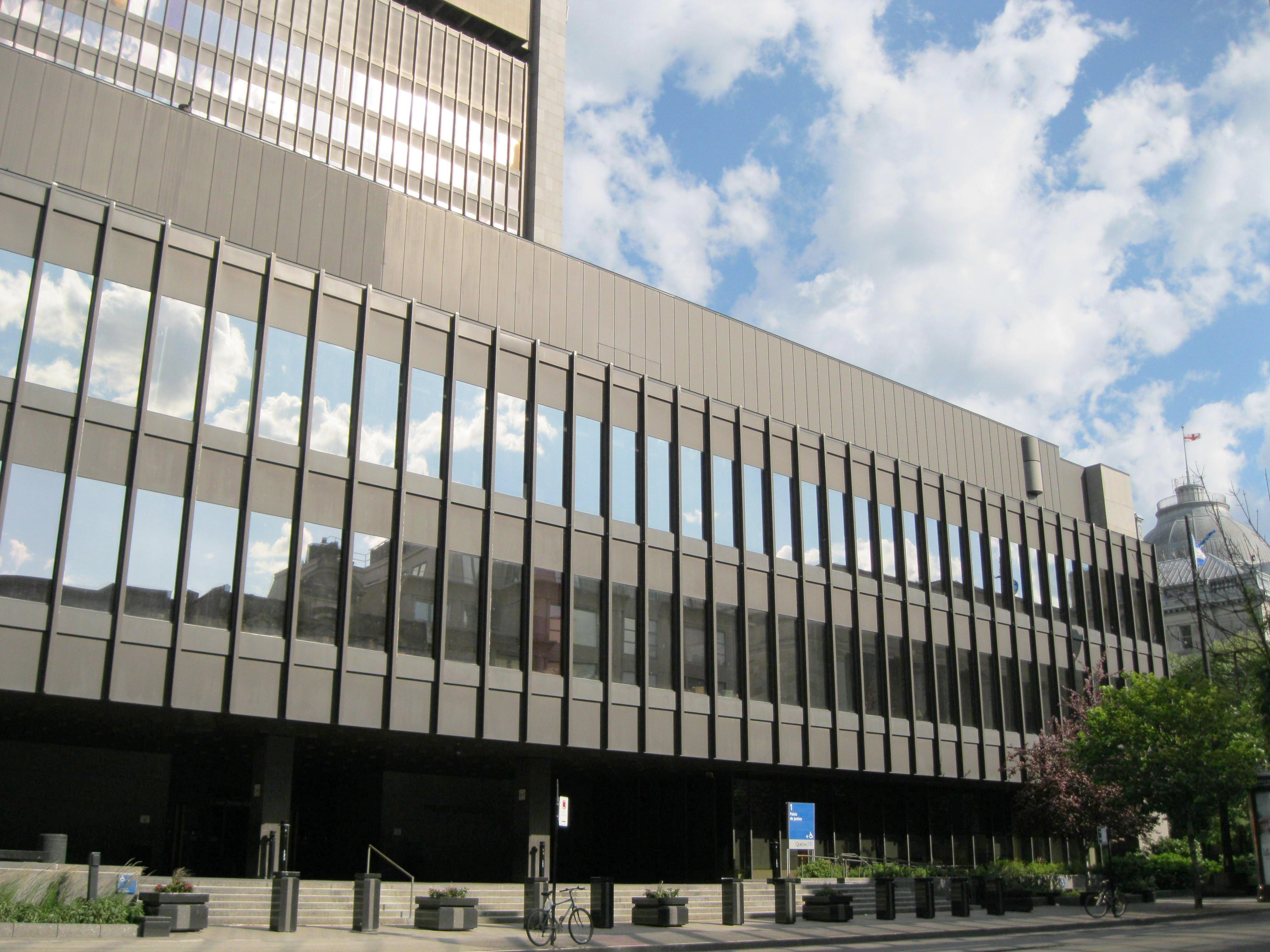
Jeden Morgen macht sich Kelly-Anne auf den Weg von ihrer Eigentumswohnung in der Innenstadt von Montreal zum Palais de Justice

Der Tag, auf den Kelly-Anne gewartet hat, ist gekommen. Der Prozess gegen Ludovic Chevalier alias „Der Dämon von Rosemont“ beginnt, dem der brutale Mord an drei minderjährigen Mädchen vorgeworfen wird. Er soll sie entführt, gefoltert, sexuell missbraucht und getötet und seine Taten in verstörenden Videos festgehalten und im Dark Web zahlungskräftigen Kunden zum Sehen angeboten haben. Im Gegensatz zu den meisten anderen Menschen ist Kelly-Anne von dem Mann fasziniert, geradezu besessen. Sie besucht jede einzelne Gerichtsverhandlung in der Hoffnung, dass er ihr durch das Plexiglas, das ihn vom Gerichtsraum trennt, zumindest einen flüchtigen Blick zuwirft. Chevaliers Verteidigungsteam behauptet, er sei ein Mann, dem Unrecht getan wurde, „ein vorbildlicher Bürger“, der in all seinen 39 Lebensjahren nie mit dem Gesetz in Konflikt geraten sei.
Kelly-Anne arbeitet als Model, hat aber beim Online-Pokerspielen ein Vermögen gemacht, und hat ihre luxuriöse Eigentumswohnung in der Innenstadt von Montreal in eine digitale Festung verwandelt, von der aus sie sicher durch die dunkelsten Ecken des Internets navigieren kann. Ihr Online-Name ist Lady of Shalott. Nicht nur Kelly-Anne ist trotz der überwältigenden Menge an Indizien nicht ganz von Chevaliers Schuld überzeugt. Am zweiten Prozesstag lernt sie Clémentine kennen, die sich auch an jedem Prozesstag zum Palais de Justice begibt. Als die Öffentlichkeit von der Gerichtsverhandlung ausgeschlossen wird, erklärt Kelly-Anne ihr, im Besitz des Videos zu sein, das gerade im Gerichtssaal gezeigt wird. Clementine ist völlig versessen, dieses ebenfalls sehen zu können. Kelly-Anne zeigt es ihr, doch Clementine beschließt angesichts der Grausamkeit, die sie sieht, dem Prozess künftig fern zu bleiben.

## Produktion

### Regie und Drehbuch
Regie führte Pascal Plante, der auch das Drehbuch schrieb. Es handelt sich bei Red Rooms – Zeugin des Bösen um den vierten Langfilm des Kanadiers. Sein Dokumentarfilm La génération porn feierte im Oktober 2014 beim Festival du Nouveau Cinéma de Montréal seine Premiere. Sein Spielfilmdebüt Les faux tatouages mit Anthony Therrien, Rose-Marie Perreault und Lysandre Nadeau in den Hauptrollen, eine Punk-Romanze, war 2018 bei der Berlinale zu sehen. Sein Film Nadia, Butterfly, in den er seine eigenen Erfahrungen als Schwimmer einfließen ließ und in dem er die Geschichte einer jungen Olympiateilnehmerin erzählt, wurde 2020 bei den Internationalen Filmfestspielen in Cannes gezeigt.
Bei den titelgebenden Red Rooms handelt es sich um überwiegend im Darknet vorhandene Webseiten, wo in einem Live-Stream mutmaßlich Menschen ermordet, gefoltert oder sexuell missbraucht werden.

### Besetzung und Filmmusik

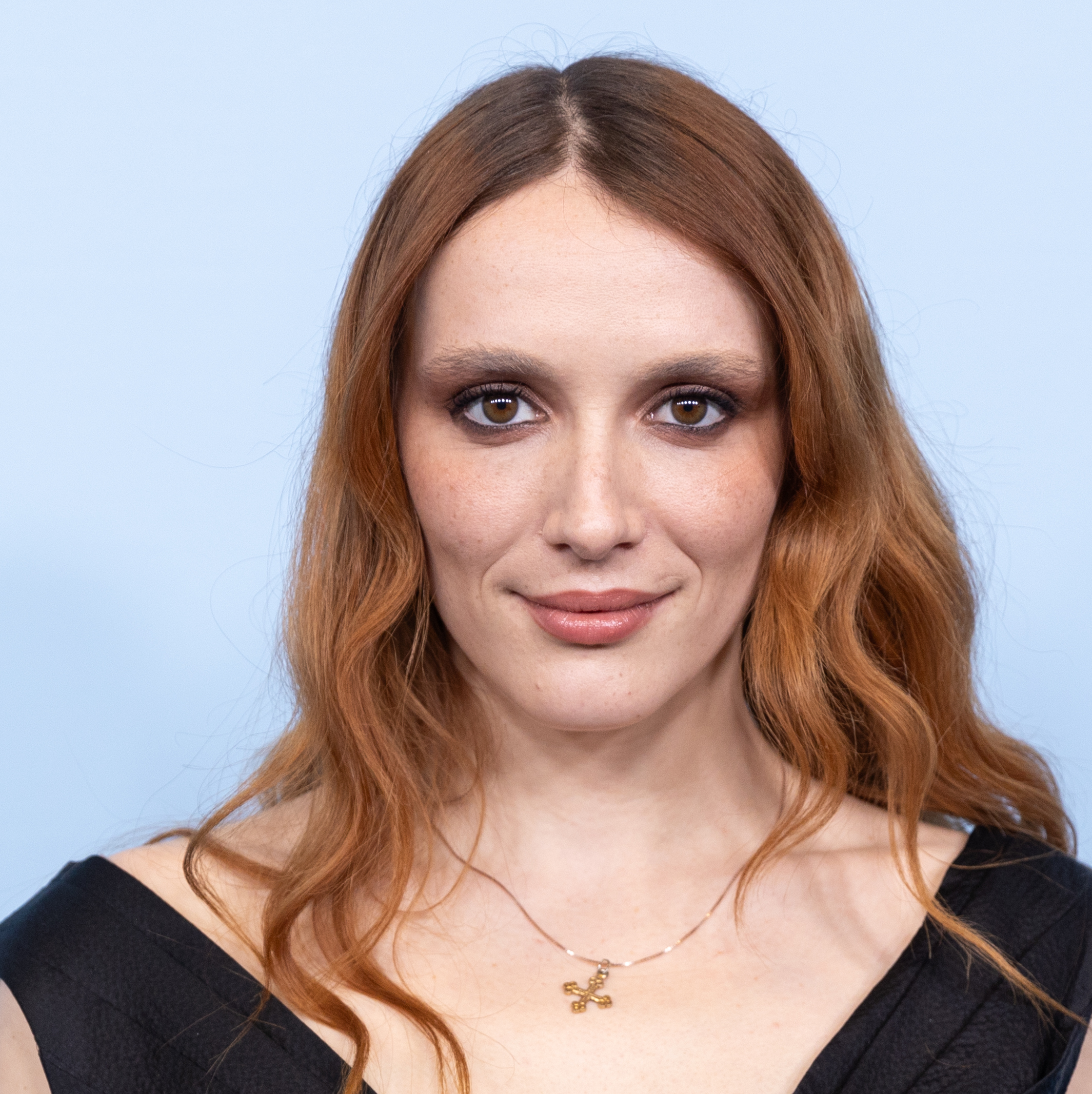
Juliette Gariépy spielt in der Hauptrolle Kelly-Anne

Juliette Gariépy spielt in der Hauptrolle Kelly-Anne. Für Gariépy handelt es sich nach Boost von Darren Curtis aus dem Jahr 2016 um ihre erste Hauptrolle in einem Film. Kelly-Annes Online-Name „Lady of Shalott“ ist eine Anspielung auf Tennysons Gedicht The Lady of Shalott über eine Frau in der Artuszeit, die verflucht wurde und die Außenwelt nur in einem Spiegel sehen konnte, ähnlich wie Kelly-Anne, die sich im Dark Web bewegt.
Maxwell McCabe-Lokos spielt den vor Gericht stehenden Mörder Ludovic Chevalier. McCabe-Lokos wirkte seit dem Jahrtausendwechsel bereits in einer Vielzahl von Filmen mit, zumeist in Nebenrollen und zuletzt in Viggo Mortensens Regiedebüt Falling, in dem Mysterythriller Disappearance at Clifton Hill von Albert Shin und in La Switch von Michel Kandinsky. Laurie Babin spielt Clémentine, die Kelly-Anne während des Gerichtsprozesses kennenlernt. In einer weiteren Rolle ist Elisabeth Locas als Francine Beaulieu zu sehen.
Die Filmmusik komponierte wie bei zwei anderen seiner Filme Dominique Plante, der Bruder des Regisseurs. Das Soundtrack-Album mit insgesamt zehn Musikstücken wurde Ende Oktober 2023 von Les Productions Nemesis Films als Download veröffentlicht.

### Marketing und Veröffentlichung
Der erste Trailer wurde Ende Mai 2023 vorgestellt. Die Premiere fand am 4. Juli 2023 beim Internationalen Filmfestival Karlovy Vary statt, wo der Film im Wettbewerb um den Kristallglobus konkurrierte. Wenige Tage später, am 20. Juli 2023, eröffnete der Film das Fantasia Film Festival. Ende September 2023 wurde er beim Calgary International Film Festival gezeigt.
Anfang Oktober 2023 wurde er beim Vancouver International Film Festival und beim Hamptons International Film Festival gezeigt. Ebenfalls im Oktober 2023 wurde der Film beim London Film Festival, beim Sitges Film Festival und beim Busan International Film Festival gezeigt. Im November 2023 wurde er beim Internationalen Filmfestival Mannheim-Heidelberg vorgestellt. Im Januar 2024 wurde er beim Palm Springs International Film Festival und ab Ende des Monats im Rahmen der White Nights des Fantasy Filmfest gezeigt. Der Kinostart in Frankreich war am 10. Januar 2024 geplant. Im April 2024 wurde der Film beim Sarasota Film Festival, beim Overlook Film Festival und beim Miami Film Festival vorgestellt. Anfang Mai 2024 wird er beim Atlanta Film Festival gezeigt und hiernach beim Seattle International Film Festival. Am 6. September 2024 kam der Film in ausgewählte US-Kinos. Der Kinostart in Deutschland war am 7. November 2024.

## Rezeption

### Altersfreigabe und Kritiken
In Deutschland wurde der Film von der FSK ab 16 Jahren freigegeben. In der Freigabebegründung heißt es, der Film habe eine düstere Grundatmosphäre und enthalte mehrere Bedrohungssituationen sowie Dialoge mit ausführlichen Schilderungen von drastischer Gewalt. Zudem seien in einer Szene kurz drastische Verletzungen zu sehen. Jugendliche ab 16 Jahren seien problemlos fähig, diese Schilderungen und Darstellungen im Kontext der Thrillerhandlung zu betrachten und eine angemessene Distanz zu wahren.
Von den bei Rotten Tomatoes aufgeführten Kritiken sind 96 Prozent positiv bei einer durchschnittlichen Bewertung mit 8 von 10 möglichen Punkten. Bei Metacritic erhielt der Film einen Metascore von 81 von 100 möglichen Punkten.
Marco Vito Oddo schreibt in seiner Kritik bei collider.com, angefangen bei der Kameraarbeit von Vincent Biron bis hin zur Filmmusik von Dominique Plante trage jedes Detail von Red Rooms zu einer Atmosphäre des vollendeten Grauens bei, die über die gesamte Laufzeit des Films anhalte. Red Rooms lasse einem keine Luft zum Atmen, was eine unglaubliche Leistung sei, besonders weil der Film nicht einmal eine Mordszene enthält. Stattdessen reichten die Beschreibungen im Gerichtssaal, die vagen Fotos, die als Beweismittel präsentiert werden, und die Reaktion der Figuren, wenn sie den erschreckenden Videos ausgesetzt werden, mehr als aus, um den Zuschauer bis ins Mark zu erschüttern. Red Rooms sei ein einzigartiger Film, der alle Erwartungen übertrifft und das Publikum immer tiefer in die dunklen Abgründe der menschlichen Natur hineinzieht.
Frank Arnold schreibt in seiner Kritik für epd Film,  Kelly-Anne, die als Model arbeitet und zu Hause die meiste Zeit vor dem Computer sitzt, bleibe für den Zuschauer bis zum Ende ein Rätsel. Dass die jüngere Clementine so eindimensional erscheint gegenüber der rätselhaften Kelly-Anne, gebe zu denken. Man frage sich, ob dies ein Schwachpunkt des ansonsten so sorgfältig konzipierten Films sei oder doch eine gezielte Irreführung des Zuschauers.
Niklas Michels lobt in seiner Kritik bei Kino-Zeit.de unter anderem die Darstellung der digitalen Räume, die ein integraler Bestandteil der Realität werden. Red Rooms sei ein düsteres Porträt einer Frau, gefangen in ihrer Obsession zum Angeklagten. Er bringt den Film in Verbindung mit Hannah Arendts Begriff der „Banalität des Bösen“ und verweist auf die symbolische Verwendung des Pokerspiel als Verlustaversion („Sunk Cost Fallacy“) der Protagonistin. Michels betont, Pascal Plantes Regie siebe zwischen all den abwertenden Blicken diese heraus, die eine solche Unterordnung als Ergebnis einer von Misogynie triefenden Welt entlarven würden.
Michael Kienzl kommt bei Filmdienst zu dem Ergebnis, dass es in Red Rooms darum gehe, „wie von unaussprechlichen Verbrechen abstrahiert wird. Auch der Film zeigt die Taten nicht. Lediglich das Flehen der Opfer ist zu hören. Er führt vor Augen, dass die Faszination für den Mörder und seine Verbrechen am besten gedeihen, wenn die bestialischen Ausmaße der Tat ausgeblendet werden. Trotzdem ist der Film keine moralisierende Anklage. Als Betrachter solcher Gräuel wird man zwar unweigerlich zum Komplizen, doch Sehen bedeutet hier auch Verstehen.“

### Auszeichnungen
Canadian Screen Awards 2024
- Nominierung als Bester Film (Dominique Dussault)
- Nominierung für die Beste Regie (Pascal Plante)
- Nominierung für das Beste Drehbuch (Pascal Plante)
- Nominierung für die Beste Hauptrolle (Juliette Gariépy)
- Nominierung für die Beste Nebenrolle (Laurie Babin)[30]

Chicago Film Critics Association Awards 2024
- Nominierung als Bester fremdsprachiger Film[31]

Directors Guild of Canada Awards 2023
- Nominierung für das Beste Szenenbild (Laura Nhem)[32]

Fantasia International Film Festival 2023
- Auszeichnung als Bester Film mit dem Cheval Noir
- Auszeichnung für das Beste Drehbuch (Pascal Plante)
- Auszeichnung für die Beste Filmmusik (Dominique Plante)
- Auszeichnung mit dem Outstanding Performance Award (Juliette Gariépy)
- Auszeichnung mit dem Publikumspreis in Silber – Quebec Feature (Pascal Plante)[33][34]

Hamptons International Film Festival 2023
- Nominierung im Spielfilmwettbewerb[11]

Internationales Filmfestival Karlovy Vary 2023
- Nominierung für den Kristallglobus[2]

Seattle Film Critics Society Awards 2024
- Nominierung als Bester internationaler Film (Pascal Plante)[35]